# Mario Ickx
Mario Ickx (* 14. Februar 1984 in Diest) ist ein ehemaliger belgischer Radrennfahrer.
Ickx wurde im Jahr 2000 belgischer Zeitfahrmeister der Jugend und wiederholte diesen Erfolg im Jahre 2002 bei den Junioren. In der Eliteklasse wurde er 2007 Zweiter des Eintagesrennens Grand Prix De La Ville De Lillers Souvenir Bruno Comini sowie Elfter des Omloop van het Houtland Lichtervelde und konnte so Punkte für die Rangliste der UCI Europe Tour erzielen.

## Erfolge
2000
- Belgischer Zeitfahrmeister (Jugend)

2002
- Belgischer Zeitfahrmeister (Junioren)

## Teams
- 2003 Quick·Step-Davitamon-Latexco
- 2007 Jartazi-Promo Fashion
- 2008 Josan-Mercedes Benz Aalst
- 2009 Josan-Isorex-Mercedes